# Алигейнско плато
Алигейнското плато (на английски: Allegheny Plateau) е плато в североизточната част на Съединените щати, заемащо северозападните склонове на Апалачите, част от Апалачкото плато.
Надморската му височина достига 1200 метра като нараства от северозапад на югоизток. На север и запад граничи с Вътрешните равнини, на югозапад с Къмбърлендското плато, а на югоизток с Алигейнските планини. Включва части от щатите Ню Йорк, Пенсилвания, Охайо, Западна Вирджиния и Кентъки.